# ماعت كارع (ملكة)
ماعت كارع (أو ماعت كارع (ب))، هي ملكة مصرية قديمة غير حاكمة أو زوجة ملك عاشت خلال عهد الأسرة الثانية والعشرين، وهي زوجة الملك أوسركون الأول وأم كاهن آمون الأكبر ششنق (ج).

## عائلتها
الملكة ماعت كارع هي ابنة الملك باسب خعنوت الثاني (بسوسنس الثاني كما أسماه الإغريق).

## التعرف عليها
الملكة ماعت كارع معروفة من مصادر عديدة، فقد تم اكتشاف تمثال جزئي لها لم يتبقَ منه إلا القاعدة مع القدمين (مرسيليا، متحف بوريلي رقم 432) وهو قد يكون في الأصل تمثالاً من عهد الدولة القديمة أعيد استخدامه لها. ووجد كذلك تمثال لحابي إله النيل - الآن في المتحف البريطاني (BM8) - أهداه لها ابنها الكاهن ششنق (ج)، و يسرد عليه أسماء والديه أوسركون الأول و ماعت كارع، وتلقب عليه الملكة بابنة الملك ... حور بسوسنس الثاني، محبوب آمون. وعلى تمثال من خبيئة الكرنك (متحف القاهرة CG42194)، مكرس لها أيضا من ابنها ششنق، ماعت كارع تحمل ألقاب نبية/كاهنة حتحور سيدة دندرة، الأم الإلهية لحور سماتاوي، وابنة الملك.
وهناك نقش في مجمع معابد الكرنك على الصرح السابع لاسم امرأة تسمى ماعت كارع، ابنة الملك بسوسنس محبوب آمون، وهذا الاسم بكامله عادة ما يشير إلى ماعت كارع (ب).